# Umpferstedt
Umpferstedt est une commune allemande de l'arrondissement du Pays-de-Weimar, Land de Thuringe.

## Géographie
Umpferstedt se trouve dans le Bassin de Thuringe.
| Kromsdorf | Wiegendorf  |             |
| Weimar    | Umpferstedt | Frankendorf |
|           | Mellingen   | Lehnstedt   |

Sur son territoire, les Bundesstraßen 7 et 87 se croisent.

## Histoire
Umpferstedt est mentionné pour la première fois entre 780 et 802 sous le nom de "Vnfridesstat" comme un don à l'abbaye de Fulda. Toutefois une contestation de la dîme a lieu en 876 entre l'archévêque Liutbert de Mayence et l'abbé de Fulda Sigihart. Le 12 mars 1634, le village est offert à l'abbaye d'Oberweimar.
Il est atteint par la peste en 1597, 1611 et 1636. Pendant la guerre de Trente Ans, il est pillé deux fois ; en 1640 par les troupes suédoises, la seconde fois, le village est incendié, tuant 118 personnes.

## Source de la traduction
- (de) Cet article est partiellement ou en totalité issu de l’article de Wikipédia en allemand intitulé « Umpferstedt » (voir la liste des auteurs).